# Singapur en los Juegos Olímpicos de la Juventud 2018
Singapur está participó en los Juegos Olímpicos de la Juventud 2018 en Buenos Aires, Argentina, del 6 al 18 de octubre de 2018. No logró obtener medallas en las justas.

## Medallero
| Presea        | Medalla de oro | Medalla de plata | Medalla de bronce | Total |
| ------------- | -------------- | ---------------- | ----------------- | ----- |
| TOTAL OFICIAL | 0              | 0                | 0                 | 0     |

## Bádminton
Singapur clasificó dos atletas en esta disciplina.
- Individual masculino - Joel Koh Jia Wei
- Individual femenino - Jaslyn Hooi Yue Yann

## Gimnasia

### Artística
Singapur clasificó a una gimnasta en esta disciplina.
- Individual femenino - 1 plaza

## Vela
Singapur clasificó tres botes en esta disciplina.
- Techno 293+ masculino - 1 bote
- Techno 293+ femenino - 1 bote
- Nacra 15 mixto - 1 bote

## Tiro deportivo
Singapur clasificó a una atleta en esta categoría.
- 10 m Pistola femenino - Amanda MAK

## Natación
Singapur clasificó cuatro atletas en esta disciplina.
- Masculino - Maximillian Ang Wei y Ong Jung Yi
- Femenino - Christie May Chue Mun Ee y Gan Ching Hwee

## Tenis de mesa
Singapur clasificó dos atletas para esta disciplina.
- Individual masculino - Pang Yew En Koen
- Individual femenino - Goi Rui Xuan

## Triatlón
Singapur clasificó a un atleta basándose en su desempeño en el Clasificatorio Asiático de los Juegos Olímpicos Juveniles de 2018.
- Individual femenino - 1 plaza